# Leopoldstrasse

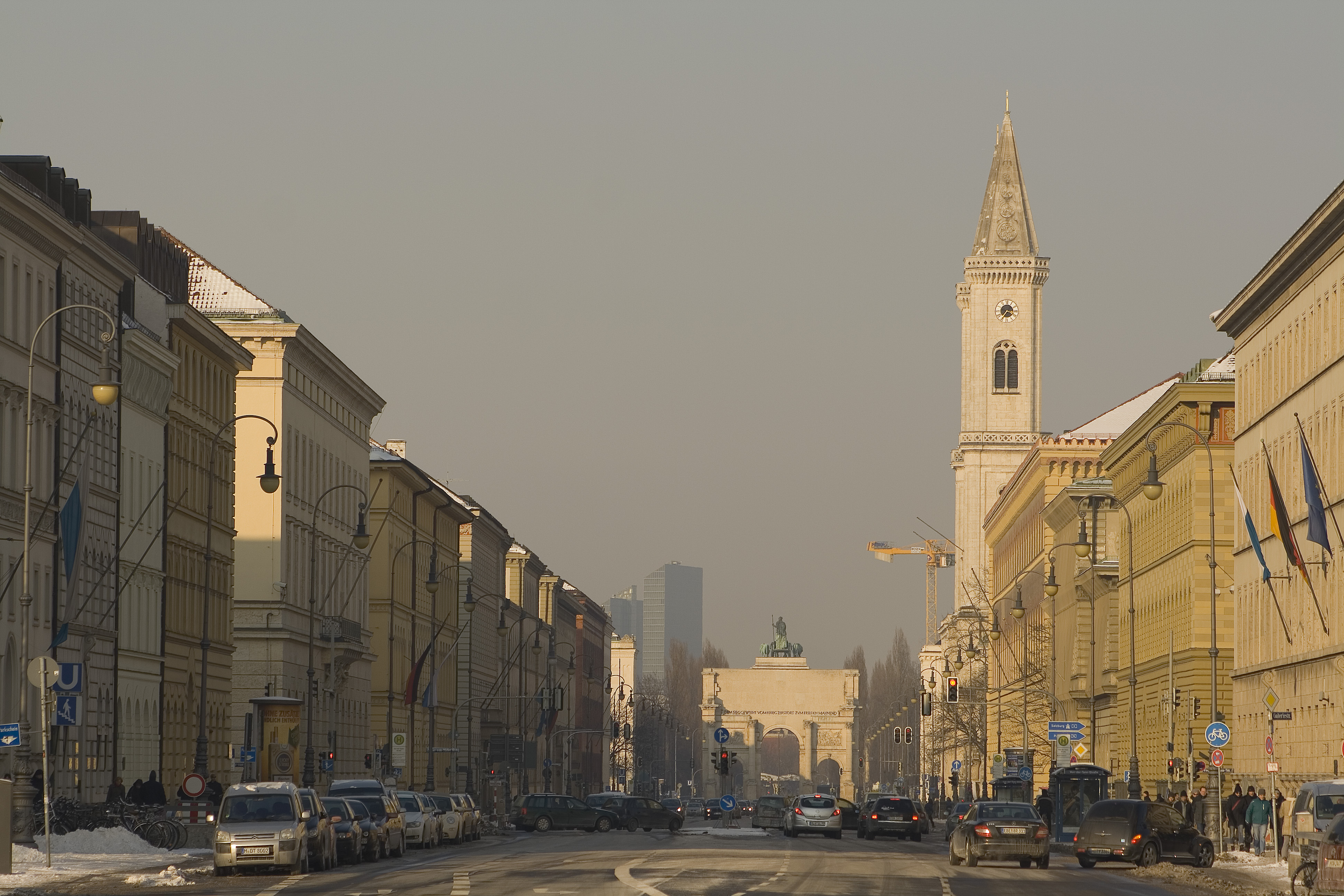
Hacia el norte con la Siegestor en el fondo.

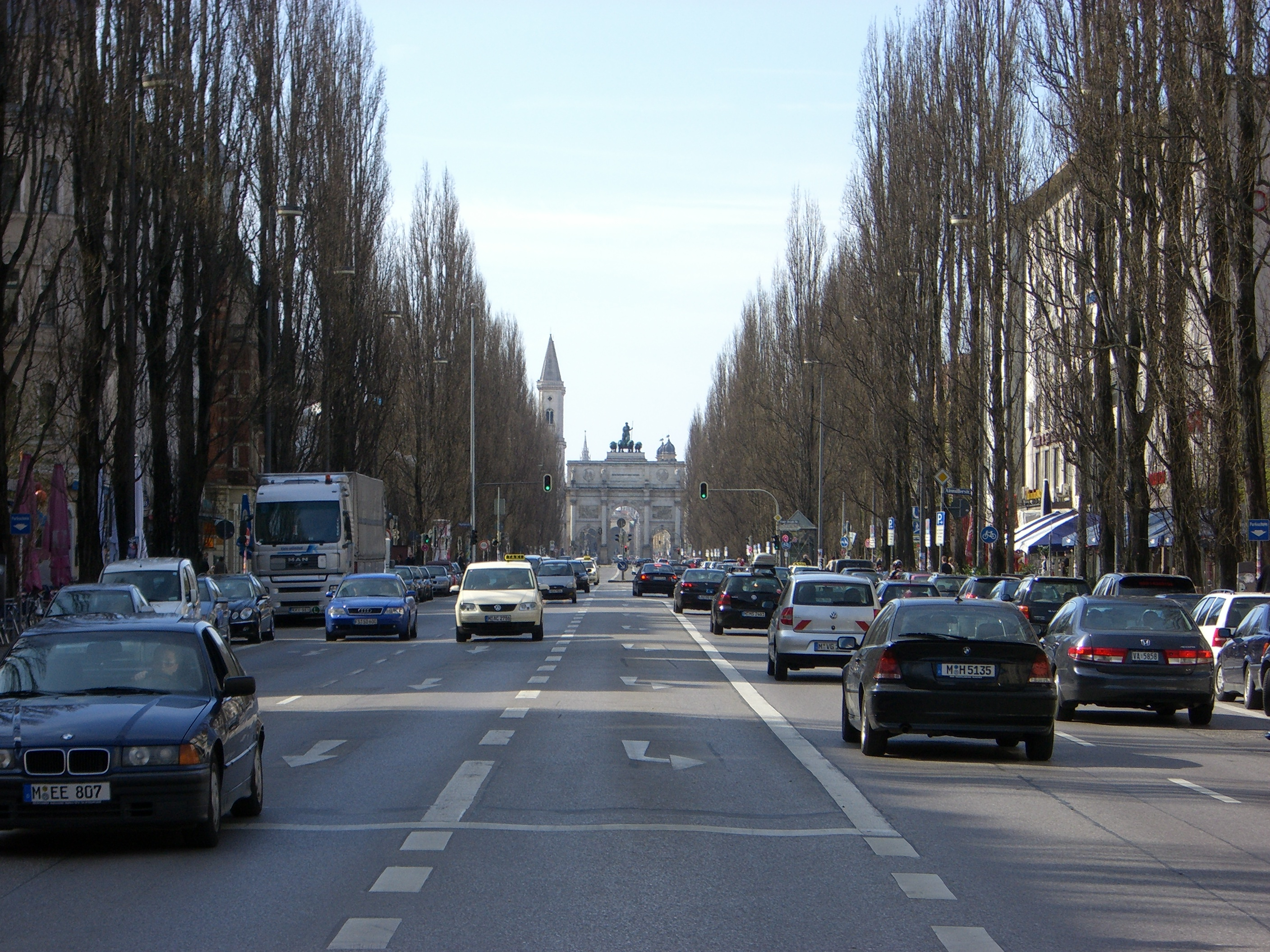
Hacia el sur.

Leopoldstrasse una de las arterias principales y el nombre que toma la avenida Ludwigstrasse en la capital de Baviera, Múnich, Alemania.
Delimita los distritos de Maxvorstadt, Schwabing y Milbertshofen al norte de la Siegestor.
Se construyó en 1891 por encargo del príncipe Leopoldo de Baviera.
Se la conoce también como Schwabinger Weg.
Empieza en la Siegestor, junto a la Kunstakademie,  Münchner Freiheit,
la primera casa a mano izquierda es la Villa de Lola Montez, amante de Luis I de Baviera,
actualmente usada por los estudiantes de la  Universität.